# BMW S1000 RR
 BMW S1000 RR  — спортивный мотоцикл (супербайк) серийного производства BMW Motorrad. На гоночной версии этого мотоцикла ездила команда пилотов BMW Motorrad Motorsport на чемпионате мира по езде на мотоциклах.

Мотоцикл был представлен в Мюнхене в апреле 2008 года. Разгон до 100 км/ч происходит за 3,1 с.

Максимальная скорость мотоцикла 299 км/ч.
Начав производство в 2009 году, BMW Motorrad незначительно обновило его в 2012-м (второе поколение), а последнюю версию (третье поколение) баварский производитель «BMW Motorrad» официально представил 30 сентября 2014 года на мотошоу Intermot 2014 в Кёльне. Новый мотоцикл отличается обновлённой рамой, геометрия которой была модифицирована для улучшения
управления в связи с установкой более мощного двигателя.

## 1-е поколение (2009—2011)

### Технические особенности
- Мощность двигателя составляет 193 л. с. при 13000 об./мин и максимальный крутящий момент 112 Нм при 9750 об./мин.
- Масса 204 кг (206,5 кг с Race ABS). Масса сухого 183 кг.
- Есть система Race ABS предназначенная для эффективного и безопасного торможения. Масса системы составляет 2,5 кг.
- Стоит система контроля тяги DTC (Dynamic Traction Control), препятствующая пробуксовке заднего колеса, повышая безопасность вождения.
- Водитель мотоцикла может выбрать режим езды: на мокром покрытии, дороге, гоночной трассе со спортивными шинами и гоночной трассе со сликами, таким образом перенастраивая ABS и DTC и BBS.
- Наличие системы HP Gearshift Assistant (Quickshifter). Переключение передач без выжима сцепления.
- Соответствует всем требованиям по защите окружающей среды. Также имеет потенциал для будущих требований законодательств по выбросу CO2, так как имеет два регулируемых катализатора, а также электронный блок управления двигателем.
- Отличная управляемость при езде на высоких скоростях и при торможении.
- Хорошая аэродинамика.
- Рама состоит из алюминиевого сплава.
- Диаметр дисков 320 мм, толщина 5 мм.

### Динамические показатели
Рекордно мощный двигатель класса 1000 см³ и отличная управляемость наделяют BMW S1000RR непревзойдёнными динамическими характеристиками среди всех крупно серийных мотоциклов 2010 года, замеры проведённые различными мото изданиями демонстрируют 174—176,5 л. с при 13000 об./мин на заднем колесе, что соответствует заявленным 193 л. с. на коленчатом валу. В сравнительном испытании  Master Superbike 2010  мотоцикл показал 192 л. с. на коленчатом валу при 13000 об./мин, 1 км с места мотоцикл прошёл за 18,5 секунд с развив 285 км/ч. Классическая дистанция 402 метра (¼ мили) была пройдена за 10,1 секунды со скоростью 235 км/ч. На кольцевой трассе BMW S1000RR показал лучшее время прохождения круга. Немецкий журнал  Motorrad  провёл сравнительные испытания самых мощных спортбайков класса 1000 см³ и 1400 см³ 2010 модельного года, по результатам которого BMW S1000RR оказался самым динамичным мотоциклом, развив 305 км/ч и разогнавшись с места до 200 км/ч за 6,9 секунды, и до 250 км/ч за 10,4 секунды, и 280 км/ч за 14,8 секунды. Тем самым BMW S1000RR по скоростным показателям превосходит все крупно серийные мотоциклы на 2010 год, включая Suzuki GSXR1300 Hayabusa и Kawasaki ZZ-R1400. По результатам испытаний американского журнала Sport Rider серийный мотоцикл на профессиональной трассе для дрэг-рейсинга прошёл 402 м за 9,57 секунды. развив рекордные 251 км/ч. Журналисты портала Motorcyclenews, установив на серийный мотоцикл заднюю звёздочку, имеющую на два зуба меньше стандартной, добились максимальной скорости 307 км/ч; заклеив щели скотчем и убрав зеркала, повысили скорость до 314,55 км/ч; сместив пилота назад, удалось достичь 317,51 км/ч. На все изменения было потрачено 22 фунта стерлингов.

## 2-е поколение (2012—2014)
Обновлённые мотоциклы поступили в продажу в 2012 году. Фактически является полной копией первого поколения, которое производили с 2009 по 2011 год. Техническая составляющая осталась прежней, слегка была видоизменена приборная панель, боковые обтекатели также подверглись лёгкому «фейс-лифтингу». Во всём остальном это всё тот же мотоцикл 2009 года.

## 3-е поколение (2015 — …)
30 сентября 2014 года на выставке Intermot 2014 в Кёльне было представлено новое поколение мотоциклов S1000RR, которые поступят в продажу в 2015 году. Это не просто лёгкое обновление, которое было в 2012 году. Это новый рывок «гонки вооружений» в мире серийно выпускаемых мотоциклов. Был доработан двигатель, в результате чего его мощность увеличена со 193 л. с. до 199 л. с., также по умолчанию будет устанавливаться подвеска с динамическим контролем за демпфированием (DDC — Dynamic Damping Control) которая ранее устанавливалась на BMW HP4. Также это первый в мире спортбайк, на который при заказе с завода доступна опция «круиз-контроль», мотоцикл подвергся достаточно серьёзной модернизации.
Ключевые изменения по сравнению со вторым поколением:
- Увеличена мощность и момент: 146 кВт (199 л. с.) при 13500 об./мин и 113 Н м при 10500 об./мин.
- Увеличение крутящего момента свыше 5000 об./мин, а также изменение кривой момента, которая стала более линейной. Пик крутящего момента начинается уже с 9500 об./мин и до 12000 об./мин.
- Редизайн головки цилиндров 998-кубового мотора, а также впускных клапанов и распредвала.
- Установка более объёмной воздушной коробки с более короткими патрубками.
- Уменьшение веса на 4 кг до 204 кг в полной снаряжённой массе.
- Уменьшение веса выпускной системы на 3 кг по сравнению с системой первого и второго поколений.
- Добавление к ранее доступным режимам езды «Rain», «Sport» и «Race» ещё двух режимов — «Slick» (он был ранее доступен в качестве опции) и «User» — новый режим который позволяет настроить мотоцикл под свои предпочтения.
- Launch Control, позволяющий стартовать на оборотах максимального крутящего момента — доступен в режиме «Pro».
- Ограничение скорости на пит-лейне — доступен в режиме «Pro».
- Новая, облегчённая структура алюминиевой рамы, позволяющая ещё лучше управлять мотоциклом.
- Dynamic Damping Control (DDC) — система динамического демпфирования подвески.
- DTC traction control (трекшен-контроль) с возможность регулировки +/- 7 единиц чувствительности.
- Race ABS с оптимизированными настройками.
- HP Gear Shift Assist (Квикшифтер) — позволяет переключать передачи выше/ниже без выжима сцепления (на моделях 1-го и 2-го поколения позволял переключать передачи только вверх).
- Облегчённый на 0,8 кг аккумулятор.

Динамические характеристики 
- 0–100 км/ч: 3,0 сек
- 0–160 км/ч: 5,2 сек
- 0–200 км/ч: 6,9 сек
- 0–240 км/ч: 9,6 сек
- 0–280 км/ч: 14,7 сек
- 0–300 км/ч: 21,3 сек
- 402 м: 10,13 сек, 244,4 км/ч
- 1000 м: 17,99 сек, 292,7 км/ч

## Чемпионат мира на мотоциклах
26 июня 2008 года, испанский гонщик Рубен Чаус подписал контракт с заводской командой BMW Motorrad. 25 сентября 2008 года двукратный чемпион мира Трой Корсер подписал контракт на 2009 год. В 2009 году в сезоне чемпионата мира по супербайку высший результат был достигнут Троем Корсером который занял пятое место в Брно а также Рубен Чаус занял седьмое место в Италии.
В 2010 году на предоставленных Reitwagen мотоциклах S1000RR выступали также гонщики Эндрю Питт, Роланд Реш, и Макото Тамада. Конечным достижением стало занятие третьего места в мае 2010 года в Монца. 26 июня 2010 года Трой Корсер проехал круг в Мизано с рекордным временем 1:35.001. Он занял третье место, хотя лидировал почти всю гонку.

### Структура команды
- Имя: BMW Motorrad Motorsport
- Партнёр: alpha racing
- Директор BMW Motorrad Motorsport: Berti Hauser
- Руководитель проекта: Rainer Bäumel
- Управляющий alpha racing: Josef Hofmann, Josef Meier
- Технический руководитель alpha Racing: Thomas Franz
- Гонщики: Troy Corser, Rubén Xaus